# حرف فجلي الأوراق
الحُرْف فجلي الأوراق نوع نباتي يتبع جنس الحُرْف من الفصيلة الصليبية.